# Theodor Aufrecht
Theodor Aufrecht, född 7 januari 1822 i Leschnitz, Oberschlesien, död 3 april 1907 i Bonn, var en tysk språkforskare. 
Aufrecht verkade som professor i Edinburgh 1862-1875 och i Bonn 1875-1889, där han kvarstannade efter pension. Han var en framstående sanskritist och grundade tillsammans med Adalbert Kuhn den viktiga "Zeitschrift für vergleichende Sprachforschung" och utgav "Ujjvaladatta's Commentary on the Unadisutra" (1859), "Halayudha's Abhidhanaratnamala" (1861), "Die Hymnen des Rigveda" (1861-1863), "Über die Paddhati von Sarngadhara" (1872), The Ancient Languages of Italy (1875), Catalogus Catalogorum, an Alphabetical Register of Sanskrit Works and Authors (1891-1896).